# Gottfried Mind
Gottfried Mind, né le 25 septembre 1768 à Berne et mort le 7 novembre 1814 également à Berne est un artiste peintre autiste suisse. 
Peintre et dessinateur de portraits d'enfants et d'animaux, notamment de chats, il est surnommé le « Raphaël des chats », notamment par Champfleury (Les Chats, 1868) et Robert de Montesquiou, qui attribue ce surnom à Elisabeth Vigée-Lebrun.
« Quand Madame Vigée-Lebrun revint de son voyage en Suisse, (...) elle inventa un surnom pour l'animalier spécialiste, qu'elle intitula “le Raphaël des Chats”... » (extrait de l'ouvrage Élus et Appelés, de Robert de Montesquiou).

## Biographie

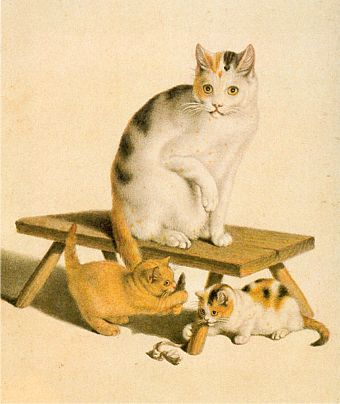
Tableau avec des chats, aquarelle par Gottfried Mind.